# Пријатељство (филм)
Пријатељство је индијски филм из 2008. године, снимљен у режији Тарун Масукани.

## Улоге
| Глумац         | Улога                                        |
| -------------- | -------------------------------------------- |
| Абишек Бачан   | Самир „Сем” Капур                            |
| Џон Абрахам    | Кунал Чопра                                  |
| Пријанка Чопра | Неха Мелвани                                 |
| Боби Деол      | Абиманју „Аби” Синг                          |
| Кирон Кер      | Рани Капур                                   |
| Боман Ирани    | Мурли „М”                                    |
| Шреј Бава      | Вир Синг                                     |
| Шилпа Шети     | специјална појава (у пемси Shut Up & Bounce) |